# 西宮市立上ケ原小学校
西宮市立上ケ原小学校（にしのみやしりつ うえがはらしょうがっこう）は、兵庫県西宮市上ケ原二番町に所在する公立小学校。

## 沿革
- 1957年（昭和32年）
  - 9月1日[1] - 西宮市立甲東小学校から分離して、甲東小学校の敷地に開校。
  - 11月2日 - 現在地に移転。
- 1973年（昭和48年）4月1日 - 西宮市立上ケ原南小学校を分離。

## 通学区域・進学先中学校
《出典：》
市立中学校に通う場合は、西宮市立上ケ原中学校もしくは西宮市立甲陵中学校に進学する。
| 上ケ原小学校区 | 進学先中学校 |
| --- | ------------ |
| 上ケ原四番町（1～3番）、上ケ原五番町 | 上ケ原中学校 |
| 門戸西町（1･10番）、上ケ原一番町～上ケ原三番町、上ケ原四番町（4番）、上甲東園1～3・5丁目、仁川町3～6丁目、仁川五ケ山町、仁川百合野町、岡田山（4･7番） | 甲陵中学校   |

## 通学区域が隣接している学校
- 西宮市立苦楽園小学校
- 西宮市立甲陽園小学校
- 西宮市立上ケ原南小学校
- 西宮市立広田小学校
- 西宮市立甲東小学校
- 西宮市立段上西小学校
- 宝塚市立仁川小学校
- 宝塚市立西山小学校